# Untere Mühle (Stockheim (Unterfranken))
Die Untere Mühle lag in Gemeinde Stockheim (Unterfranken) im Landkreis Rhön-Grabfeld an einem Mühlbach, der von der Streu abzweigt.

## Geschichte
Die Untere Mühle wurde im Dreißigjährigen Krieg ebenfalls zerstört wie die Obere Mühle. 1651 wird noch über die Ruine der Mühle berichtet. 1652 wurde sie wieder mit einem Mahl- und einem Schlaggang in Betrieb genommen. An die Gemeinde Stockheim mussten Abgaben geleistet werden (jährlich von ihr zwei Pfund 25 Pfennig an Geld und 4 ½ Malter Korn auf Ostern, dazu drei „Metzlein“ Schönmehl und an den Kirchtürmer alljährlich 3 ½ Malter Korn abzugeben; ebenso ½ Malter zur Brotspende in der Karwoche beizusteuern). Im 19. Jahrhundert war Otto Mußmächer Müller und betrieb die Mühle. In der „gute Stube“ der Mühle sind noch heute Wandmalereien von 1687 (und noch weitere in anderen Räumen). Die Mühle war bis 1978 in Betrieb. Das Mühlrad befindet sich heute im Fränkischen Freilandmuseum Fladungen.